# Leon Rotman
Leon Rotman   (Bucarest, 22 de juliol de 1934) és un piragüista en aigües tranquil·les romanès, ja retirat, guanyador de tres medalles olímpiques.
Rotman és jueu, i va néixer en una família jueva de classe treballadora. Va practicar diversos esports durant els anys immediatament posteriors a la Segona Guerra Mundial i es va aficionar amb el piragüisme després de veure competir els campions txecs Jan Brzák-Felix i Bohumil Kudrna el 1953.
El 1956 va prendre part en els Jocs Olímpics d'Estiu de Melbourne, on disputà dues proves del programa de piragüisme. Guanyà la medalla d'or en els C-1, 1.000 metres i C-1, 10.000 metres. Quatre anys més tard, als Jocs de Roma, guanyà la medalla d'or bronze en la prova del C-1, 1.000 metres. Va ser el primer romanès a guanyar dues medalles en uns Jocs Olímpics. Va tenir menys èxit als Campionats d'Europa de 1957 i 1961 i al Mundial de 1963, però va guanyar la regata de Snagov set vegades, així com 14 títols nacionals abans de retirar-se el 1963.
Després de retirar-se de les competicions va exercir d'entrenador de piragüisme a Bucarest.